# Herre Gud, ditt namn, din makt och ära
Herre Gud, ditt namn, din makt och ära är en psalmtext av Petter Dass översatt till svenska av Bertil Wallin 1972. Texten i vers 1 bygger på Psaltaren 66:1-4 medan andra versen stödjer sig på Andra Petrusbrevet 3:10-13. På norska har psalmen tre verser medan den svenska begränsats till två.
Melodin är en norsk folkmelodi från 1877. Koralsatsen i Herren Lever 1977 är skriven av Per Steenberg.

## Publicerad i
- Den svenska psalmboken 1986 som nummer 649 under rubriken "Psalmer på andra nordiska språk, på norska", endast med text på norska. I Den svenska psalmboken på finska, Ruotsin kirkon virsikirja finns psalmen på norska och på finska i en översättning av Pekka Kivekäs.
- Herren Lever 1977 som nummer 806 under rubriken "Lovsånger".[1]
- Svensk psalmbok för den evangelisk-lutherska kyrkan i Finland (1986) som nummer 293 under rubriken "Glädje och tacksamhet" med titelraden "Herre Gud, ditt dyra nam till ära" med översättning av Ole Torvalds 1979, 1982.